# Joana Cunha
Joana Filipa da Silva Cunha (Vila Nova de Gaia, 19 de Outubro de 1994) é uma desportista portuguesa que compete em taekwondo na categoria de -57 kg. Ela foi campeã europeia sub-21 em 2014 no campeonato organizado em Innsbruck, na Áustria, conquistou várias medalhas em opens internacionais, com a medalha de ouro no Open de Paris conquistado em 2014 se destacando, ganhou a medalha de ouro nos Jogos da Lusofonia de 2014 e também ganhou a medalha de prata nas Universíadas de 2015 em Gwangju. A nível nacional, ela domina a categoria sendo tricampeã sénior e também sub-21.

## Palmares internacional

### 2014
- Medalha de ouro nos Jogos da Lusofonia
- Medalha de bronze no Open de Espanha
- Medalha de bronze no Open de Israel
- Medalha de ouro no Campeonato Europeu Sub-21 de Taekwondo
- Medalha de bronze no Open da Ucrânia
- Medalha de bronze no Open da Sérvia
- Medalha de bronze no Open da Croácia
- Medalha de ouro no Open de Paris

### 2015
- Medalha de bronze no Open da Bósnia
- Medalha de bronze no Open da Suíça
- Medalha de prata no Open da Moldávia
- Medalha de prata na Universíadas

## Referencias
1. ↑  Comité Olímpico de Portugal (23 de Julho de 2015). «Joana Cunha». Comité Olímpico de Portugal. Consultado em 23 de Julho de 2015
2. ↑  Taekwondo Data (23 de Julho de 2015). «Cunha, Joana» (em inglês). Taekwondo Data. Consultado em 23 de Julho de 2015